# Вильнёв-сюр-Вер
Вильнёв-сюр-Вер (фр. Villeneuve-sur-Vère, окс. Vilanòva de Vera) — коммуна во Франции, находится в регионе Юг — Пиренеи. Департамент — Тарн. Входит в состав кантона Альби-3. Округ коммуны — Альби.
Код INSEE коммуны — 81319.

## География

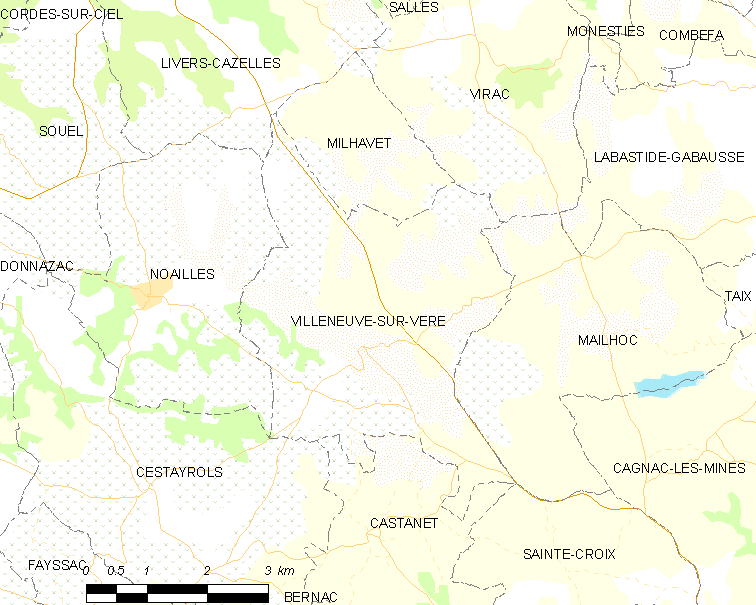
Карта коммуны

Коммуна расположена приблизительно в 540 км к югу от Парижа, в 65 км северо-восточнее Тулузы, в 13 км к северо-западу от Альби.

## Климат
Климат умеренно-океанический. Зима мягкая и дождливая, лето жаркое с частыми грозами. Ветры довольно редки.

## Население
Население коммуны на 2010 год составляло 461 человек.
| 1962 | 1968 | 1975 | 1982 | 1990 | 1999 | 2010 |
| ---- | ---- | ---- | ---- | ---- | ---- | ---- |
| 409  | 357  | 361  | 366  | 351  | 363  | 461  |

## Администрация
| Период | Период | Фамилия        | Партия       | Примечания |
| ------ | ------ | -------------- | ------------ | ---------- |
| 1953   | 1977   | Эдмон Иссуар   | беспартийный |            |
| 1977   | 1989   | Эдуар Вигру    | беспартийный |            |
| 1989   | 2008   | Жан-Марк Вьёль | беспартийный |            |
| 2008   | 2020   | Ален Труш      | беспартийный |            |

## Экономика
В 2007 году среди 242 человек в трудоспособном возрасте (15—64 лет) 190 были экономически активными, 52 — неактивными (показатель активности — 78,5 %, в 1999 году было 70,1 %). Из 190 активных работали 171 человек (82 мужчины и 89 женщин), безработных было 19 (7 мужчин и 12 женщин). Среди 52 неактивных 9 человек были учениками или студентами, 29 — пенсионерами, 14 были неактивными по другим причинам.